# Kaliumthiocyanaat
Kaliumthiocyanaat (KSCN), vroeger ook bekend onder de naam kaliumrodanide of kaliumr(h)odaan, is het kaliumzout van thiocyaanzuur.

## Synthese
Kaliumthiocyanaat kan bereid worden door het samensmelten van kaliumcyanide en zwavel of van ammoniumthiocyanaat en kaliumhydroxide. Ammoniumthiocyanaat wordt dan weer bereid door reactie van koolstofdisulfide met ammoniak bij verhoogde druk en temperatuur:
{\displaystyle {\ce {CS2 + 2NH3 -> NH4SCN + H2S}}}

## Eigenschappen
Kaliumthiocyanaat komt bij kamertemperatuur voor als kleurloze kristallen. De stof lost goed op in water. Bij oplossen koelt de oplossing sterk af (endotherm oplossingsproces). Kaliumthiocyanaat is ook goed oplosbaar in ethanol en aceton. Het smeltpunt is erg laag voor een zout (175 °C).
Bij verhitting boven 500 °C ontleedt kaliumthiocyanaat.

## Toepassingen
Kaliumthiocyanaat wordt gebruikt als indicator voor ijzer(III)-ionen. IJzer(III)ionen reageren met thiocyanaationen tot het bloedrode complexe ion hexathiocyanoferraat(III) ([Fe(SCN)6]3−):
{\displaystyle {\ce {Fe^3+ + SCN- + 5H2O -> [Fe(SCN)(H2O)5]^2+}}}
Dit complex wordt wegens de typische kleur soms gebruikt als kunstbloed in het theater en de film.
De vorming van het complex verloopt stapsgewijs via het mono-, di-, en hogere thiocyanoferraat-complexen. Al deze complexen hebben een rode kleur, maar de extinctiecoëfficiënten van deze complexen verschillen van elkaar, evenals de golflengte waarbij maximale absorptie optreedt. Om deze reden wordt het complex alleen als kwalitatieve en niet als kwantitatieve analyse op ijzer(III) gebruikt.
Kaliumthiocyanaat wordt soms in de argentometrie gebruikt, omdat het thiocyanaat, net als de halogeniden het slecht oplosbare zout zilverthiocyanaat vormt.